# Werdykt (film)
Werdykt (ang. The Verdict) – amerykański dramat sądowy z 1982 roku w reżyserii Sidneya Lumeta, zrealizowany na podstawie powieści Barry’ego Reeda.

## Obsada
- Paul Newman – Frank Galvin
- Charlotte Rampling – Laura Fischer
- Jack Warden – Mickey Morrissey
- James Mason – Edward J. Concannon
- Milo O’Shea – sędzia Hoyle
- Lindsay Crouse – Kaitlin Costello Price

## Fabuła
Bohaterem filmu jest Frank Galvin, wytrawny i doświadczony adwokat, któremu jednak powinęła się noga i ostro popija. Sprawy sądowe stara się rozwiązywać jeszcze przed rozprawą, idąc na ugodę. Przyjaciel i współpracownik, Mickey, załatwia mu sprawę, która może odwrócić złą passę i przywrócić Frankowi dawną świetność. Młoda kobieta zapadła w śpiączkę w wyniku błędu lekarskiego. Galvin ma zawrzeć ugodę poza sądem. Przedtem udaje się jednak do szpitala. Chce zobaczyć chorą dziewczynę. Jej widok sprawia, że za wszelką cenę postanawia udowodnić winę niekompetentnym lekarzom. Galwin jednak, aby w ogóle przystąpić do przygotowań przed rozprawą, musi stoczyć pojedynek z samym sobą i uciążliwym problemem alkoholowym. Żeby tych trudności było mało, strona przeciwna zwykła nad uczciwy proces stawiać własną wygraną.

## Nagrody
1982
- Nagroda Krytyków Amerykańskich za najlepszą reżyserię – Sidney Lumet

1983
- Nagroda Davida Donatelliego (włoskich krytyków) dla najlepszego aktora zagranicznego – Paul Newman
- nominacja do Nagrody Gildii Scenarzystów za najlepszy scenariusz adaptowany – David Mamet

Złote Globy
- nominacja za najlepszy film dramatyczny
- nominacja za reżyserię – Sidney Lumet
- nominacja za scenariusz – David Mamet
- nominacja za główną rolę dramatyczną – Paul Newman
- nominacja za drugoplanową rolę męską – James Mason

Oscary
- nominacja za najlepszy film – Richard D. Zanuck, David Brown
- nominacja za reżyserię – Sidney Lumet
- nominacja za scenariusz adaptowany – David Mamet
- nominacja za główną rolę męską – Paul Newman
- nominacja za drugoplanową rolę męską – James Mason

## Zdjęcia
Zdjęcia do filmu realizowane były w Toronto, Bostonie i Nowym Jorku.